# Paramimistena rudis
Paramimistena rudis är en skalbaggsart som beskrevs av Holzschuh 2007. Paramimistena rudis ingår i släktet Paramimistena och familjen långhorningar.
Artens utbredningsområde är Laos. Inga underarter finns listade i Catalogue of Life.